# Montmagny (Kanada)
Montmagny – miasto w Kanadzie, w prowincji Quebec, w regionie Chaudière-Appalaches i MRC Montmagny. Nazwa miasta pochodzi od Charles'a Jacques'a Huault de Montmagny, pierwszego seniora senioratu Rivière-du-Sud. Terytorium zostało mu przyznane 5 maja 1646 roku. Dzisiejsze miasto zostało później wyodrębnione z tego senioratu, który był jednym z najstarszych w regionie historycznym Côte-du-Sud.
Liczba mieszkańców Montmagny wynosi 11 353. Język francuski jest językiem ojczystym dla 98,9%, angielski dla 0,3% mieszkańców (2006).